# Ngưu lang chức nữ (phim)
Ngưu lang chức nữ (tiếng Hàn: 견우와 선녀; tiếng Anh: Head Over Heels) là một bộ phim truyền hình Hàn Quốc được chuyển thể từ webtoon cùng tên của Ahn Su-min, với sự tham gia của Cho Yi-hyun, Choo Young-woo, Cha Kang-yoon và Choo Ja-hyun. Phim xoay quanh câu chuyện về một nữ sinh trung học có khả năng làm thầy pháp, tìm cách cứu lấy mối tình đầu kém may mắn của mình. Bộ phim chính thức lên sóng từ ngày 23 tháng 6 năm 2025 đến ngày 29 tháng 7 năm 2025 vào mỗi thứ Hai và thứ Ba hàng tuần trên kênh tvN vào lúc 20:50 (KST). Bộ phim cũng được phát trực tuyến qua nền tảng TVING tại Hàn Quốc và Amazon Prime Video tại một số khu vực.

## Tóm tắt
Bộ phim thuộc thể loại lãng mạn, kỳ ảo. Câu chuyện xoay quanh Seong-ah, một cô đồng có khả năng nhìn thấu tương lai. Cô nỗ lực thay đổi định mệnh nghiệt ngã để bảo vệ mối tình đầu của mình là Bae Gyeon-woo.

## Diễn viên

### Diễn viên chính
- Cho Yi-hyun vai Park Seong-ah[5]
  - Lee A-rin và Shin Yeon-woo vai Seong-ah lúc nhỏ
- Choo Young-woo vai Bae Gyeon-woo/Bongsu[5]
  - Kim Hee-seong vai Gyeon-woo lúc nhỏ
- Cha Kang-yoon vai Pyo Ji-ho[6]
- Choo Ja-hyun vai Yeom-hwa[7]

### Diễn viên phụ
- Yoon Byung-hee vai Công Tử Hoa[8]
- Kim Mi-kyung vai mẹ đỡ đầu (Đông Thiên Tướng Quân)[8]
- Kim Min-joo vai Gu Do-yeon[9]
- Kim Sung-jung vai Kim Jin-woong
- Hwang Se-in vai Jo Hye-ri
- Cha Yu-hyun vai Maeng Joo-seung
- Ham Sung-min vai Mo Beom-saeng
- Lee Young-ran vai bà cô đại nhân (Đền thờ Tiên Trời Đất)
- Lee Soo-mi vai cô út (Đền thờ Tiên Trời Đất)
- Gil Hae-yeon vai Oh Ok-sun (bà nội của Gyeon-woo)
- Park Jung-pyo vai huấn luyện viên Yang
- Song Ha-jin vai Choi Hee-na
- Moo Hyun vai người bị vong nhập (Tập 1)
- Shin Min-seo vai ma nước (Tập 1)
- Jung Sun-chul vai Choi Gang-sik (Tập 1)

## Sản xuất

### Phát triển
Bộ phim do Kim Yong-wan làm đạo diễn, người từng đứng sau các tác phẩm Hãy nói cho tôi điều ước của bạn (2022) và Cơn lốc (The Whirlwind) (2024). Kịch bản được chấp bút bởi Yang Ji-hoon, với sự phối hợp sản xuất giữa CJ ENM, Studio Dragon, Dexter Studio và EO Contents Group.

### Casting
Vào năm 2024, Cho Yi-hyun, Choo Young-woo và Choi Sung-eun được cho là đang cân nhắc lời mời tham gia bộ phim.

## Nhạc phim
Nhạc phim gốc của Ngưu lang chức nữ do Kim Dong-wook sản xuất đã được phát hành vào ngày 30 tháng 7 năm 2025 bởi Studio Dragon và Stone Music Entertainment.
Phần 1
| Phát hành vào ngày 24 tháng 6 năm 2025 | Phát hành vào ngày 24 tháng 6 năm 2025 | Phát hành vào ngày 24 tháng 6 năm 2025 | Phát hành vào ngày 24 tháng 6 năm 2025 | Phát hành vào ngày 24 tháng 6 năm 2025 | Phát hành vào ngày 24 tháng 6 năm 2025 |
| STT                                    | Nhan đề                                | Phổ lời                                | Phổ nhạc                               | Nghệ sĩ                                | Thời lượng                             |
| -------------------------------------- | -------------------------------------- | -------------------------------------- | -------------------------------------- | -------------------------------------- | -------------------------------------- |
| 1.                                     | "D-DAY"                                | OGI (GALACTIKA *)                      | Woo-bin Ji-hye OGI (GALACTIKA *)       | ZEROBASEONE                            | 3:13                                   |
| 2.                                     | "D-DAY" (Inst.)                        |                                        | Woo-bin Ji-hye OGI (GALACTIKA *)       |                                        | 3:13                                   |
| Tổng thời lượng:                       | Tổng thời lượng:                       | Tổng thời lượng:                       | Tổng thời lượng:                       | Tổng thời lượng:                       | 6:26                                   |

Phần 2
| Phát hành vào ngày 30 tháng 6 năm 2025 | Phát hành vào ngày 30 tháng 6 năm 2025 | Phát hành vào ngày 30 tháng 6 năm 2025 | Phát hành vào ngày 30 tháng 6 năm 2025        | Phát hành vào ngày 30 tháng 6 năm 2025 | Phát hành vào ngày 30 tháng 6 năm 2025 |
| STT                                    | Nhan đề                                | Phổ lời                                | Phổ nhạc                                      | Nghệ sĩ                                | Thời lượng                             |
| -------------------------------------- | -------------------------------------- | -------------------------------------- | --------------------------------------------- | -------------------------------------- | -------------------------------------- |
| 1.                                     | "UPSIDE DOWN"                          | Kevin_D (D_answer)                     | Kevin_D (D_answer) Mrey Stephen LEE (adeMade) | YOUNG POSSE                            | 2:53                                   |
| 2.                                     | "UPSIDE DOWN" (Inst.)                  |                                        | Kevin_D (D_answer) Mrey Stephen LEE (adeMade) |                                        | 2:53                                   |
| Tổng thời lượng:                       | Tổng thời lượng:                       | Tổng thời lượng:                       | Tổng thời lượng:                              | Tổng thời lượng:                       | 5:46                                   |

Phần 3
| Phát hành vào ngày 2 tháng 7 năm 2025 | Phát hành vào ngày 2 tháng 7 năm 2025 | Phát hành vào ngày 2 tháng 7 năm 2025 | Phát hành vào ngày 2 tháng 7 năm 2025 | Phát hành vào ngày 2 tháng 7 năm 2025 | Phát hành vào ngày 2 tháng 7 năm 2025 |
| STT                                   | Nhan đề                               | Phổ lời                               | Phổ nhạc                              | Nghệ sĩ                               | Thời lượng                            |
| ------------------------------------- | ------------------------------------- | ------------------------------------- | ------------------------------------- | ------------------------------------- | ------------------------------------- |
| 1.                                    | "Goodbye" (안녕)                      | KINSHA AllThou                        | AllThou Suhyun Kim                    | Choo Young-woo                        | 4:21                                  |
| 2.                                    | "Goodbye" (안녕; Inst.)               |                                       | AllThou Suhyun Kim                    |                                       | 4:21                                  |
| Tổng thời lượng:                      | Tổng thời lượng:                      | Tổng thời lượng:                      | Tổng thời lượng:                      | Tổng thời lượng:                      | 8:42                                  |

Phần 4
| Phát hành vào ngày 8 tháng 7 năm 2025 | Phát hành vào ngày 8 tháng 7 năm 2025 | Phát hành vào ngày 8 tháng 7 năm 2025 | Phát hành vào ngày 8 tháng 7 năm 2025    | Phát hành vào ngày 8 tháng 7 năm 2025 | Phát hành vào ngày 8 tháng 7 năm 2025 |
| STT                                   | Nhan đề                               | Phổ lời                               | Phổ nhạc                                 | Nghệ sĩ                               | Thời lượng                            |
| ------------------------------------- | ------------------------------------- | ------------------------------------- | ---------------------------------------- | ------------------------------------- | ------------------------------------- |
| 1.                                    | "Better with you"                     | Park Ji-yeon (MonoTree)               | O Rori (MonoTree) Kwon Ae-jin (MonoTree) | Colde                                 | 3:12                                  |
| 2.                                    | "Better with you" (Inst.)             |                                       | O Rori (MonoTree) Kwon Ae-jin (MonoTree) |                                       | 3:12                                  |
| Tổng thời lượng:                      | Tổng thời lượng:                      | Tổng thời lượng:                      | Tổng thời lượng:                         | Tổng thời lượng:                      | 6:24                                  |

Phần 5
| Phát hành vào ngày 15 tháng 7 năm 2025 | Phát hành vào ngày 15 tháng 7 năm 2025         | Phát hành vào ngày 15 tháng 7 năm 2025 | Phát hành vào ngày 15 tháng 7 năm 2025 | Phát hành vào ngày 15 tháng 7 năm 2025 | Phát hành vào ngày 15 tháng 7 năm 2025 |
| STT                                    | Nhan đề                                        | Phổ lời                                | Phổ nhạc                               | Nghệ sĩ                                | Thời lượng                             |
| -------------------------------------- | ---------------------------------------------- | -------------------------------------- | -------------------------------------- | -------------------------------------- | -------------------------------------- |
| 1.                                     | "When we meet again" (우리 우연히 만나)        | Aseul                                  | Jeong Gu-hyeon                         | Miyeon (I-dle)                         | 4:22                                   |
| 2.                                     | "When we meet again" (우리 우연히 만나; Inst.) |                                        | Jeong Gu-hyeon                         |                                        | 4:22                                   |
| Tổng thời lượng:                       | Tổng thời lượng:                               | Tổng thời lượng:                       | Tổng thời lượng:                       | Tổng thời lượng:                       | 8:44                                   |

Phần 6
| Phát hành vào ngày 21 tháng 7 năm 2025 | Phát hành vào ngày 21 tháng 7 năm 2025 | Phát hành vào ngày 21 tháng 7 năm 2025 | Phát hành vào ngày 21 tháng 7 năm 2025 | Phát hành vào ngày 21 tháng 7 năm 2025 | Phát hành vào ngày 21 tháng 7 năm 2025 |
| STT                                    | Nhan đề                                | Phổ lời                                | Phổ nhạc                               | Nghệ sĩ                                | Thời lượng                             |
| -------------------------------------- | -------------------------------------- | -------------------------------------- | -------------------------------------- | -------------------------------------- | -------------------------------------- |
| 1.                                     | "Close To You" (닿을까봐)              | Park Woo-sang (LOGOS)                  | Park Woo-sang (LOGOS) Siu SiBi KUNI    | CHEEZE                                 | 2:59                                   |
| 2.                                     | "Close To You" (닿을까봐; Inst.)       |                                        | Park Woo-sang (LOGOS) Siu SiBi KUNI    |                                        | 2:59                                   |
| Tổng thời lượng:                       | Tổng thời lượng:                       | Tổng thời lượng:                       | Tổng thời lượng:                       | Tổng thời lượng:                       | 5:58                                   |

Phần 7
| Phát hành vào ngày 22 tháng 7 năm 2025 | Phát hành vào ngày 22 tháng 7 năm 2025 | Phát hành vào ngày 22 tháng 7 năm 2025 | Phát hành vào ngày 22 tháng 7 năm 2025 | Phát hành vào ngày 22 tháng 7 năm 2025 | Phát hành vào ngày 22 tháng 7 năm 2025 |
| STT                                    | Nhan đề                                | Phổ lời                                | Phổ nhạc                               | Nghệ sĩ                                | Thời lượng                             |
| -------------------------------------- | -------------------------------------- | -------------------------------------- | -------------------------------------- | -------------------------------------- | -------------------------------------- |
| 1.                                     | "Burden" (부담)                        | LOOGONE Han Gyeong-su                  | LOOGONE Han Gyeong-su                  | Jo Hyun-ah (Urban Zakapa)              | 4:44                                   |
| 2.                                     | "Burden" (부담; Inst.)                 |                                        | LOOGONE Han Gyeong-su                  |                                        | 4:44                                   |
| Tổng thời lượng:                       | Tổng thời lượng:                       | Tổng thời lượng:                       | Tổng thời lượng:                       | Tổng thời lượng:                       | 9:28                                   |

## Tỷ suất người xem
| Mùa | Mùa | Số tập | Số tập | Số tập | Số tập | Số tập | Số tập | Số tập | Số tập | Số tập | Số tập | Số tập | Số tập | Trung bình |
| Mùa | Mùa | 1      | 2      | 3      | 4      | 5      | 6      | 7      | 8      | 9      | 10     | 11     | 12     | Trung bình |
| --- | --- | ------ | ------ | ------ | ------ | ------ | ------ | ------ | ------ | ------ | ------ | ------ | ------ | ---------- |
|     | 1   | 1043   | 1104   | 886    | 788    | 851    | 961    | 1165   | 1040   | 1055   | 1026   | 1159   | 1167   | 1020       |

| Tập | Ngày phát sóng           | Tỷ suất người xem trung bình (Nielsen Korea) | Tỷ suất người xem trung bình (Nielsen Korea) |
| Tập | Ngày phát sóng           | Toàn quốc                                    | Seoul                                        |
| --- | ------------------------ | -------------------------------------------- | -------------------------------------------- |
| 1 | Ngày 23 tháng 6 năm 2025 | 4.295% (1st)                                 | 4.691% (1st)                                 |
| 2 | Ngày 24 tháng 6 năm 2025 | 4.365% (1st)                                 | 4.490% (1st)                                 |
| 3 | Ngày 30 tháng 6 năm 2025 | 3.740% (1st)                                 | 3.873% (1st)                                 |
| 4 | Ngày 1 tháng 7 năm 2025  | 3.483% (1st)                                 | 3.539% (1st)                                 |
| 5 | Ngày 7 tháng 7 năm 2025  | 3.683% (1st)                                 | 3.813% (1st)                                 |
| 6 | Ngày 8 tháng 7 năm 2025  | 4.005% (1st)                                 | 3.910% (1st)                                 |
| 7 | Ngày 14 tháng 7 năm 2025 | 4.822% (1st)                                 | 4.566% (1st)                                 |
| 8 | Ngày 15 tháng 7 năm 2025 | 4.431% (1st)                                 | 4.367% (1st)                                 |
| 9 | Ngày 21 tháng 7 năm 2025 | 4.569% (1st)                                 | 4.482% (1st)                                 |
| 10 | Ngày 22 tháng 7 năm 2025 | 4.416% (1st)                                 | 4.202% (1st)                                 |
| 11 | Ngày 28 tháng 7 năm 2025 | 4.686% (1st)                                 | 4.614% (1st)                                 |
| 12 | Ngày 29 tháng 7 năm 2025 | 4.942% (1st)                                 | 5.109% (1st)                                 |
| Trung bình | Trung bình               | 4.286%                                       | 4.305%                                       |
| - Trong bảng trên, số màu xanh đại diện cho xếp hạng thấp nhất và số màu đỏ đại diện cho xếp hạng cao nhất. - Bộ phim này được phát sóng trên kênh truyền hình cáp/truyền hình trả phí nên thường có lượng người xem tương đối thấp hơn so với kênh truyền hình miễn phí/truyền hình công cộng (KBS, SBS, MBC, và EBS). |                          |                                              |                                              |